# Timothy Garton Ash

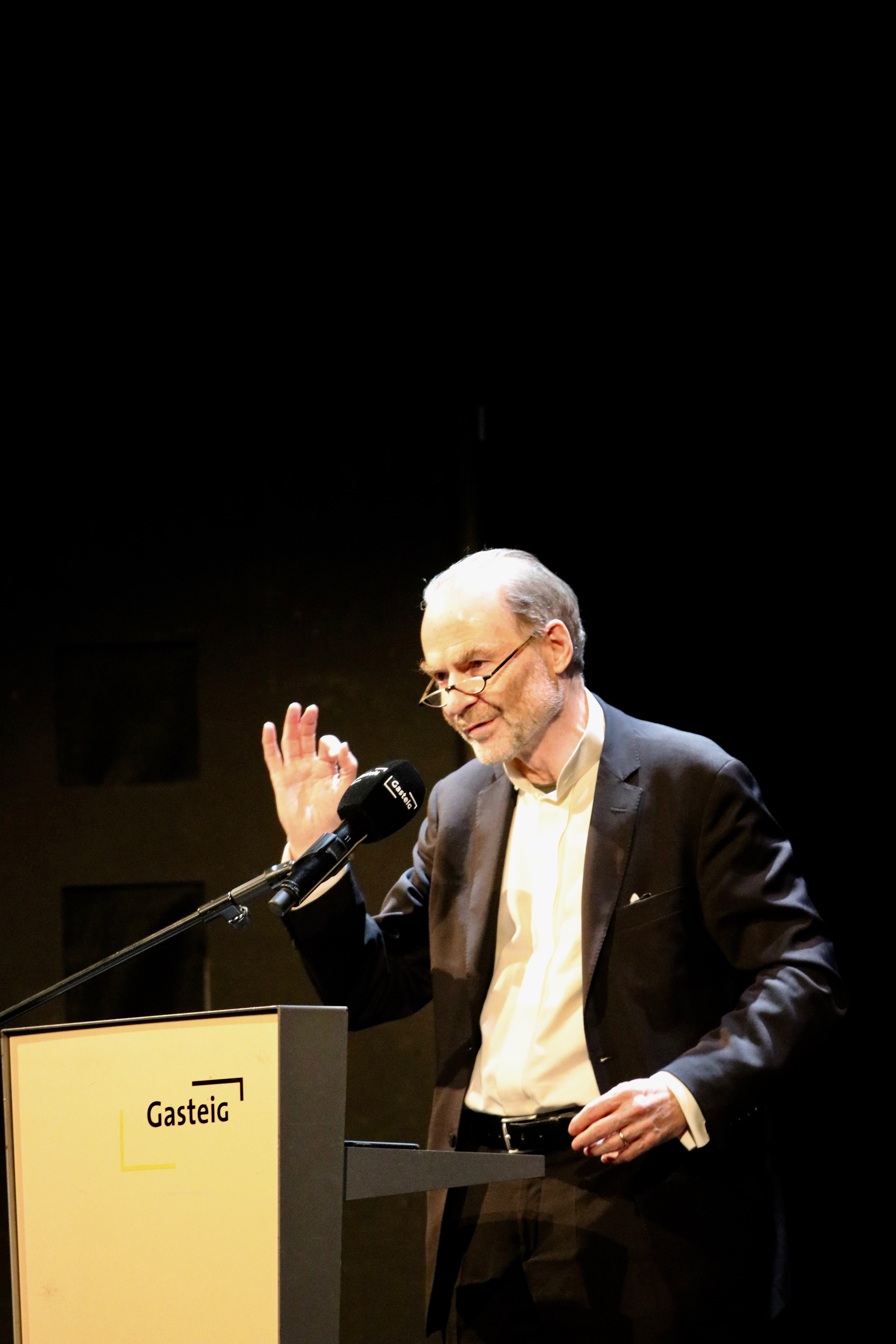
Timothy Garton Ash (2019)

Timothy Garton Ash, FRSA (* 12. Juli 1955 in London) ist ein britischer Historiker, Publizist und Schriftsteller. Sein Forschungsschwerpunkt ist die Gegenwartsgeschichte Europas seit 1945.

## Leben
Timothy Garton Ash besuchte die Schule in Sherborne, schloss auf der Basis seiner exzellenten Noten dann ein Studium der Geschichtswissenschaft an der britischen Universität Oxford an. Seine Thomas-Mann-Lektüre gibt er im webdokumentierten Berkeley-Universitäts-Interview als ausschlaggebend für sein großes Interesse an Deutschland an („Thomas Mann is to blame for my interest in Germany“ – „Thomas Mann ist schuld an meinem Interesse an Deutschland“). Dementsprechend forschte er für seine Doktorarbeit über Berlin and the Nazis an der Freien Universität Berlin. Von West-Berlin zog er 1980 für neun Monate nach Ost-Berlin und forschte als Doktorand an der Humboldt-Universität. Da viele heute zugängliche Archive damals noch verschlossen waren, verlagerte sich seine Fragestellung „What do people do about a dictatorship?“ – „Wie verhalten sich die Leute zu Diktaturen?“ – teilweise auf die zeitgenössischen Parallelen im SED-Staat. Für den Spectator schrieb er unter dem Pseudonym Edward Marston Beiträge zur Situation im Ostblock. Als Zeitgeschichtler der Emanzipation Mitteleuropas vom Ostblock-Sozialismus wurde er ein Grenzgänger zwischen Journalist und Gelehrtem („mixture of both journalism and scholarship“ – „eine Mischung aus Journalismus und Wissenschaft“) und bezeichnete sich als „engagierten Beobachter“.
Garton Ash wurde Professor und Direktor des European Studies Centre am St Antony’s College der University of Oxford, außerdem ist er Hoover senior fellow mit Lehrverpflichtungen an der Universität Stanford. Neben seiner wissenschaftlichen Arbeit schreibt er regelmäßig Beiträge für verschiedene international renommierte Zeitungen, darunter The Guardian, wo er regelmäßiger Kolumnist ist, und New York Review of Books. Garton Ash ist auch Mitglied der Berlin-Brandenburgischen Akademie der Wissenschaften und Kuratoriumsmitglied der Initiative Europa eine Seele geben. Er ist Gründungsmitglied des European Council on Foreign Relations (ECFR). Sein Sohn Alec Ash hat als Autor und Journalist in Beijing ebenfalls Bekanntheit erlangt.
Seine in Deutschland bekanntesten Werke sind: Ein Jahrhundert wird abgewählt und Im Namen Europas. Er veröffentlichte auch Erzählungen mit autobiografischem Hintergrund: In Die Akte Romeo beschreibt er die Suche nach seinen eigenen Stasi-Akten und die nachträgliche Auseinandersetzung mit den auf ihn angesetzten Stasi-Spitzeln. Sein Buch Freie Welt: Europa, Amerika und die Chance der Krise befasst sich mit den Rahmenbedingungen der neoliberalen Globalisierungsagenda und den unterschiedlichen Strategien der führenden westlichen Politiker dazu.
Am 24. März 1990 gehörte Garton Ash zu den Deutschland-Experten, die von der von Margaret Thatcher geführten britischen Regierung auf deren Landsitz Chequers zu einer Tagung eingeladen worden waren, um dort über die Deutschlandfrage, die Folgen einer deutschen Wiedervereinigung und die bei Thatcher in diesem Zusammenhang entstandenen Befürchtungen über die zukünftige Rolle Deutschlands und der Deutschen zu sprechen. Die Veröffentlichung des Protokolls, das von Thatchers Privatsekretär Charles Powell über das Tagungsgespräch angefertigt worden war, löste die sogenannte Chequers-Affäre aus.
Garton Ash geriet 2007 in eine öffentlich geführte Debatte mit dem französischen Schriftsteller Pascal Bruckner. Dieser warf ihm vor, den Muslimen eine Sonderrolle einzuräumen und für einen Multikulturalismus einzustehen, der letztlich die Aufklärung bedrohe.

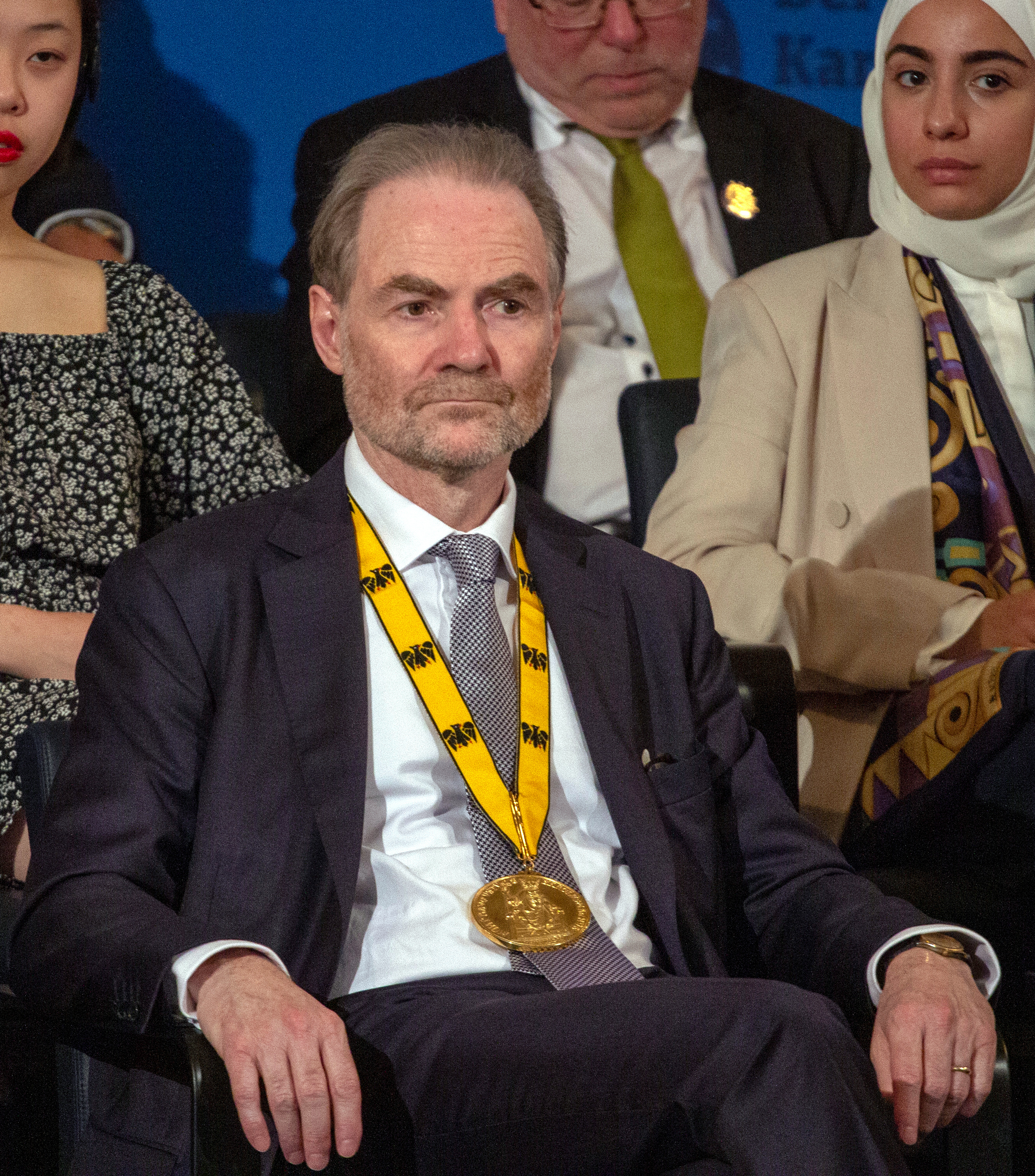
Timothy Garton Ash (2019)

Am 25. Mai 2017 verlieh das Direktorium des Karlspreises zu Aachen an Timothy Garton Ash als 59. Preisträger den Karlspreis.

## Thesen zur Redefreiheit
In seinem 2016 auf Deutsch erschienenen Buch Redefreiheit. Prinzipien für eine vernetzte Welt formuliert Ash „Zehn Prinzipien für die Redefreiheit in der digitalen Welt“. Er entwickelt sie aus einem von der Universität Oxford (Sitz seines Lehrstuhls) betriebenen Internetplattform-Projekt freespeechdebate.com (deutsch sinngemäß Freie Rede-Debatte), auf dem alle Recherchen zum Thema in dreizehn Sprachen dokumentiert und zur Diskussion gestellt werden:
1. Alle Menschen müssen in der Lage und befähigt sein, frei ihre Meinung zu äußern und, ohne Rücksicht auf Grenzen, Informationen und Ideen zu suchen, zu empfangen und mitzuteilen.
2. Weder drohen wir mit Gewalt noch akzeptieren wir gewaltsame Einschüchterung.
3. Wir nutzen jede Chance, Wissen zu verbreiten, und tolerieren hierbei keine Tabus.
4. Wir benötigen unzensierte, vielfältige und vertrauenswürdige Medien, um gut informiert Entscheidungen zu treffen und vollständig am öffentlichen Leben teilzuhaben.
5. Wir sprechen offen und mit robuster Zivilität über alle Arten von Unterschieden zwischen Menschen.
6. Wir respektieren alle Gläubigen, aber nicht unbedingt alle Glaubensinhalte.
7. Wir sollten unsere Privatsphäre schützen und Rufschädigungen entgegentreten können. Jedoch sollten wir auch Einschränkungen der Privatsphäre akzeptieren, sofern dies im öffentlichen Interesse ist.
8. Wir müssen ermächtigt werden, Einschränkungen der Informationsfreiheit zu hinterfragen, die etwa mit dem Schutz der nationalen Sicherheit begründet werden.
9. Wir verteidigen das Internet und andere Kommunikationsmittel gegen illegitime Eingriffe durch öffentliche und private Mächte.
10. Wir treffen unsere eigenen Entscheidungen und tragen dafür die Konsequenzen.

## Auszeichnungen
- Bundesverdienstkreuz am Bande (5. Oktober 1995)[10]
- Companion des Order of St. Michael and St. George
- Verdienstorden der Republik Polen
- 1989: Prix européen de l’essai, für The Uses of Adversity. Essays on the Fate of Central Europe
- 1991: Das politische Buch, verliehen von der Friedrich-Ebert-Stiftung für das Buch Ein Jahrhundert wird abgewählt
- 2002: Hoffmann-von-Fallersleben-Preis für sein Werk
- 2003: tschechische Verdienstmedaille
- 2006: Orwell Prize, Kategorie: Journalismus
- 2008: Premio Ischia Internazionale di Giornalismo
- 2013: Karlsmedaille für europäische Medien[11]
- 2017: Karlspreis der Stadt Aachen[12]
- 2017: Karl-Hermann-Flach-Preis
- 2017: Theodor-Heuss-Preis[13]

## Schriften
- 1981: „Und willst du nicht mein Bruder sein …“ Die DDR heute (= Spiegel-Buch, Band 15). Rowohlt, Reinbek bei Hamburg (Übersetzt aus dem Englischen von Yvonne Vesper-Badal), ISBN 3-499-33015-6
- 1990: Ein Jahrhundert wird abgewählt. Hanser, München, ISBN 3-446-15898-7[14]
- 1993: Im Namen Europas, Deutschland und der geteilte Kontinent. Hanser, München, aus dem Englisch übersetzt von Yvonne Badal, ISBN 3-446-15858-8
- 1999: Die Akte „Romeo“: persönliche Geschichte. Autobiographie. Hanser, München 1997 (Originaltitel: The File, übersetzt von Udo Rennert), ISBN 3-446-19106-2; Taschenbuch: Fischer-Taschenbuchverlag, Frankfurt am Main, ISBN 3-596-14146-X
- 1999: Zeit der Freiheit, aus den Zentren von Mitteleuropa. Hanser, München, Neuauflage 2004 (Originaltitel: History of the Present, übersetzt von Susanne Hornfeck), ISBN 3-446-19758-3
- 2000: 1989 und die Folgen mit János Kis (= Transit, Band 18). Verlag Neue Kritik, Frankfurt am Main, ISBN 3-8015-0344-5
- 2001: Wächst zusammen, was zusammengehört? Deutschland und Europa zehn Jahre nach dem Fall der Mauer, Vortrag im Rathaus Schöneberg zu Berlin, 5. November 1999, Redaktion Wolfram Hoppenstedt (= Schriftenreihe der Bundeskanzler-Willy-Brandt-Stiftung, Heft 8). Bundeskanzler-Willy-Brandt-Stiftung, ISBN 3-933090-07-5.
- 2004: Freie Welt, Europa, Amerika und die Chance der Krise. Hanser, München (Originaltitel: Free World, übersetzt von Susanne Hornfeck und Hans Günter Holl), ISBN 3-446-20546-2.
- 2010: Jahrhundertwende: weltpolitische Betrachtungen 2000 – 2010. Hanser, München (Originaltitel: Facts are Subversive: Political Writing from a Decade Without a Name, übersetzt von Susanne Hornfeck), ISBN 978-3-446-23598-4; Bundeszentrale für Politische Bildung - btb, Bonn ISBN 978-3-8389-0110-7.
  - 2012: Taschenbuchausgabe, dtv München, ISBN 978-3-423-34720-4.
- 2016: Redefreiheit. Prinzipien für eine vernetzte Welt. Aus dem Englischen von Helmut Dierlamm und Thomas Pfeiffer. Hanser München (Originaltitel: Free Speech), ISBN 978-3-446-24494-8.[8]
- 2019: Der Fall der Mauer: Was es heißt, dabei gewesen zu sein, Essay in: Werner Krätschell: Die Macht der Kerzen, Erinnerungen an die Friedliche Revolution. S. 85–92, Ch. Links Verlag, Berlin 2019, ISBN 978-3-96289-046-9.
- 2023: Europa. Eine persönliche Geschichte. Aus dem Englischen von Andreas Wirthensohn. Hanser, München (Originaltitel: Homelands. A personal history of Europe), ISBN 978-3-446-27615-4.